# Arcadia (Florida)
Arcadia is een plaats (city) in de Amerikaanse staat Florida, en valt bestuurlijk gezien onder DeSoto County.

## Demografie
Bij de volkstelling in 2000 werd het aantal inwoners vastgesteld op 6604.
In 2006 is het aantal inwoners door het United States Census Bureau geschat op 7084, een stijging van 480 (7,3%).

## Geografie
Volgens het United States Census Bureau beslaat de plaats een oppervlakte van
10,5 km², geheel bestaande uit land. Arcadia ligt op ongeveer 18 m boven zeeniveau.

## Foto's

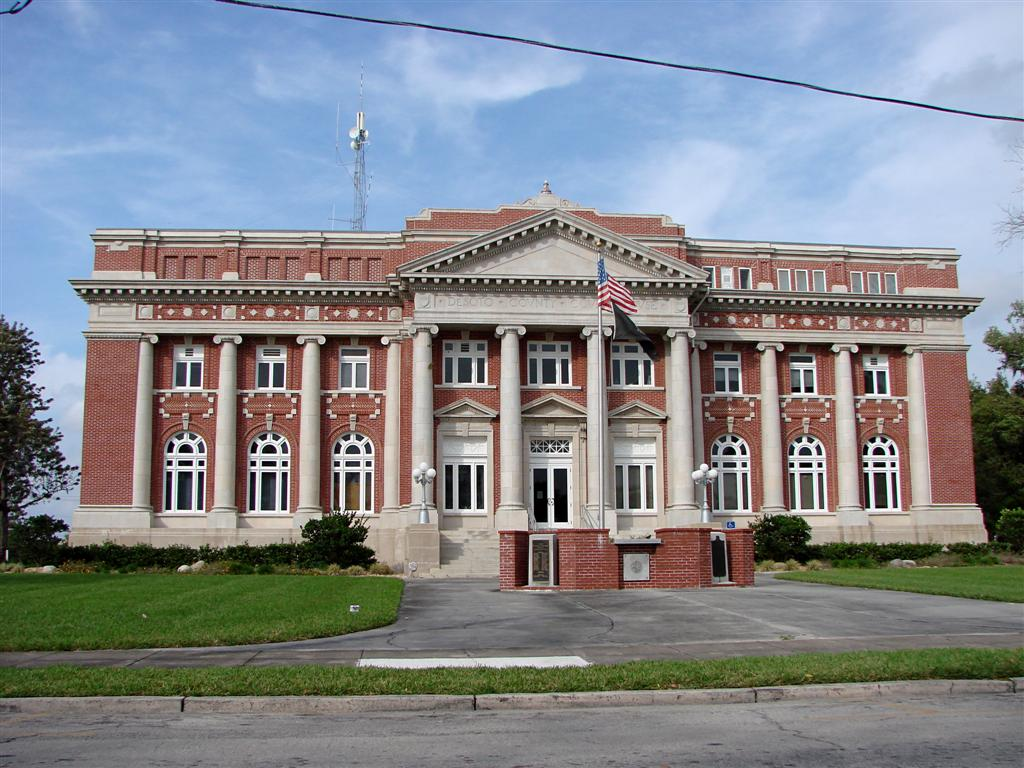
Rechtbank
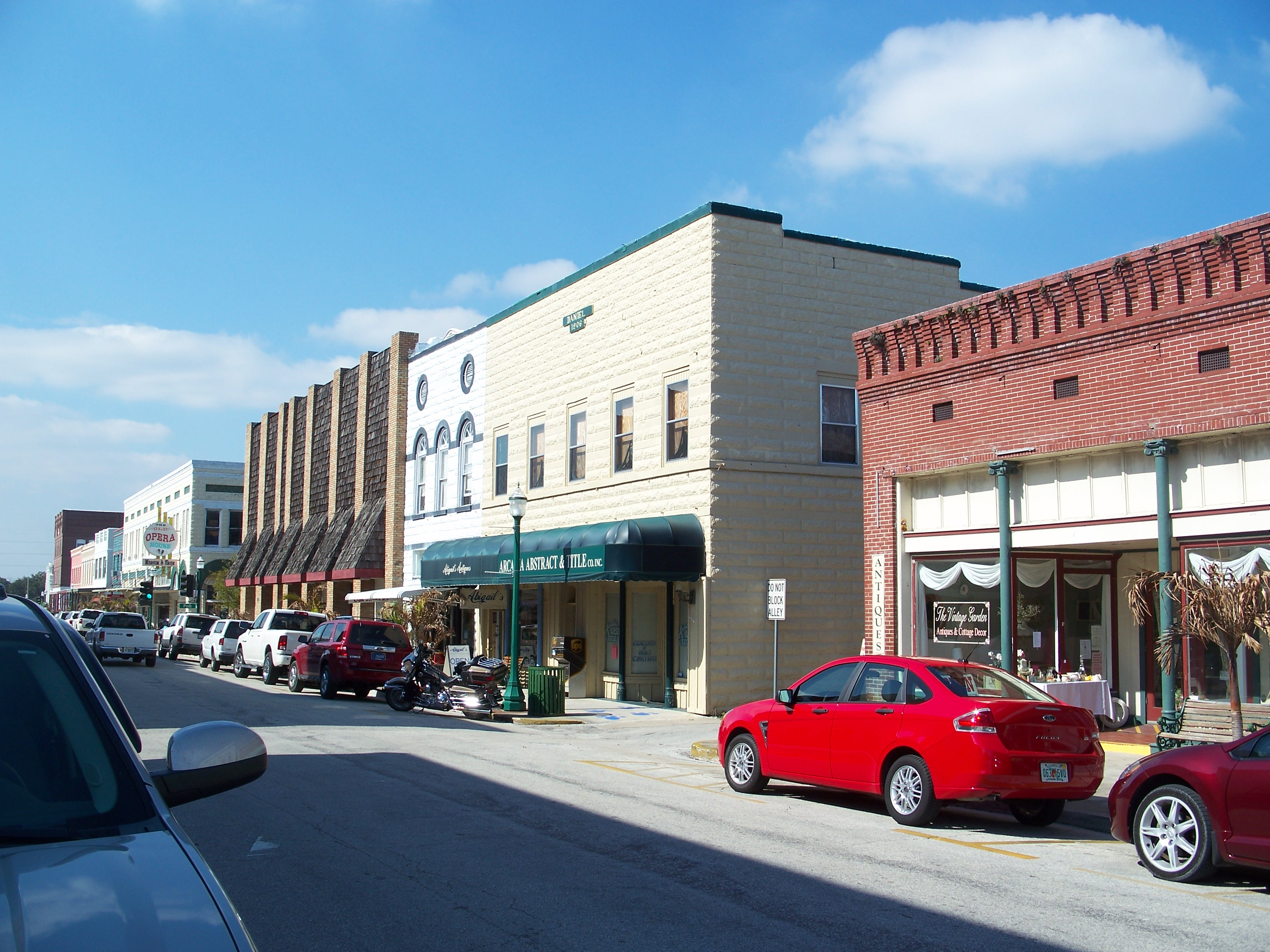
West Oak Street